# 45a Divisió d'Infanteria (Estats Units)

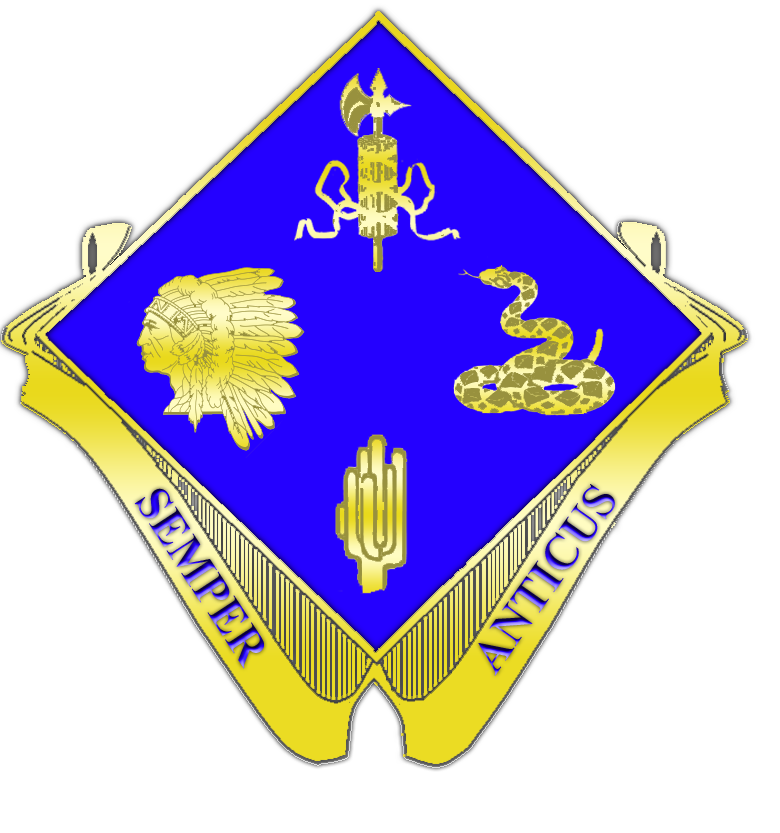
Insígnia d'unitat (1920-46)

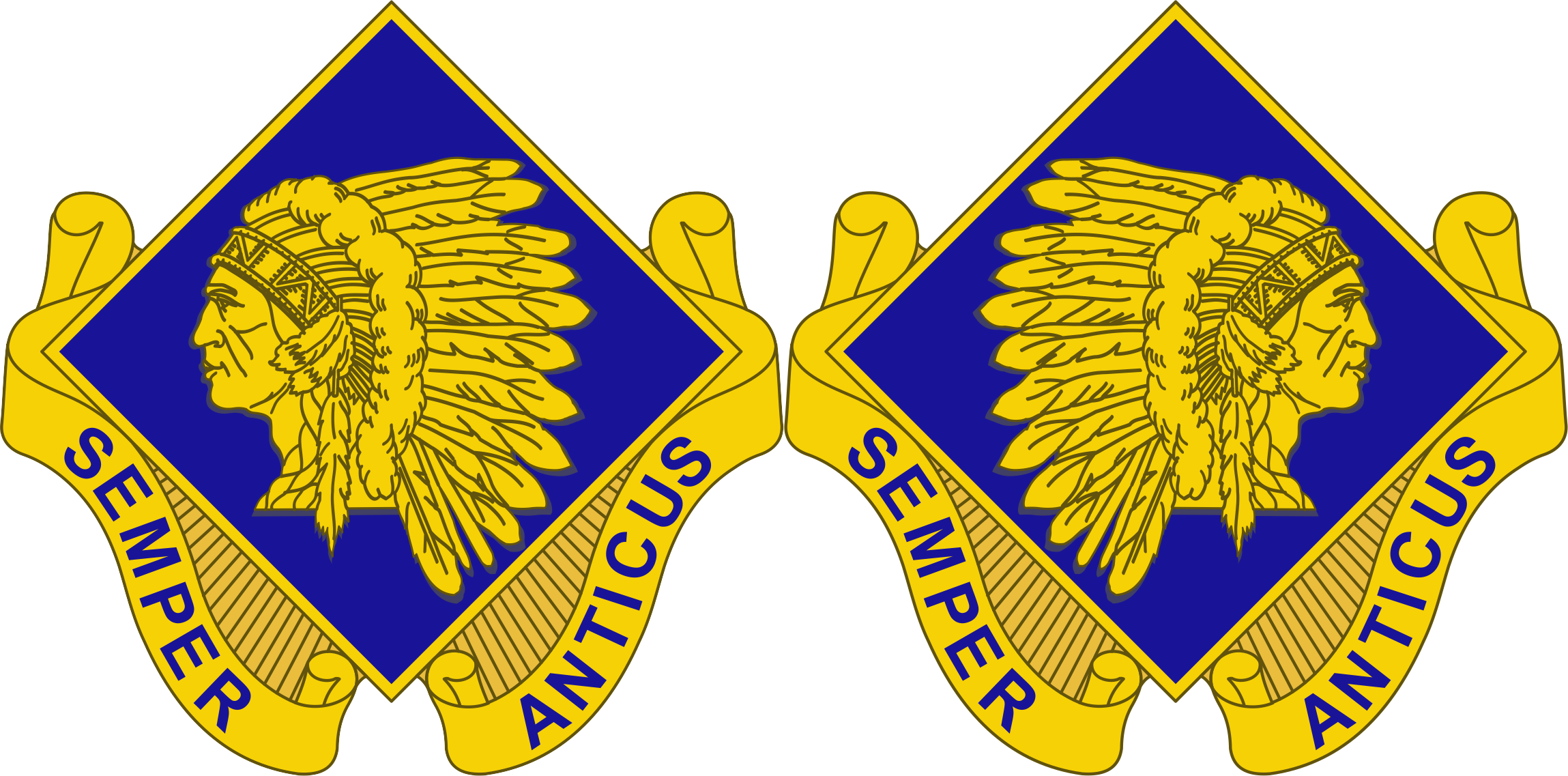
Insígnia d'unitat (1946-68)

La 45a Divisió d'Infanteria (anglès: 45th Infantry Division) va ser una divisió d'infanteria de l'exèrcit dels Estats Units, principalment associada a la Guàrdia Nacional de l'Exèrcit d'Oklahoma, de 1920 a 1968. Amb seu durant la major part de la seva història a Oklahoma City, els guàrdies van lluitar tant a la Segona Guerra Mundial com a la Guerra de Corea.
Els guàrdies de la 45a Divisió d'Infanteria no van veure cap acció important fins que es van convertir en una de les primeres unitats de la Guàrdia Nacional activades a la Segona Guerra Mundial el 1941. Van participar en intensos combats durant la invasió de Sicília i l'atac a Salern a la campanya italiana de 1943. Avançant lentament a través d'Itàlia , van lluitar a Anzio fins a l'presa de Roma. Després de desembarcar a França durant l'Operació Dragoon, es van unir a la invasió d'Alemanya el 1945 que va posar fi a la Guerra a Europa.
Després d'una breu inactivació i la posterior reorganització com a unitat restringida als habitants d'Oklahoma, la divisió va tornar al servei el 1951 per a la Guerra de Corea. Es va unir a les tropes de les Nacions Unides a la primera línia durant l'estancament de la segona meitat de la guerra, amb lluites constants de baix nivell i guerra de trinxeres contra l'Exèrcit Popular de Voluntaris de la Xina que va produir pocs guanys per a cap dels dos bàndols. La divisió va romandre a primera línia en combats com Old Baldy Hill i Hill Eerie fins al final de la guerra, tornant als Estats Units el 1954.
La divisió va romandre una formació de la Guàrdia Nacional fins a la seva reducció el 1968. Es van activar diverses unitats per substituir la divisió i continuar amb el seu llinatge. Al llarg de la seva història, la 45a Divisió d'Infanteria va patir més de 25.000 baixes en batalla, i els seus homes van rebre deu medalles d'honor, dotze banderes de campanya, la Croix de Guerre i la Citació Presidencial d'unitat de la República de Corea.

## Història
Amb l'entrada estatunidenca a la Primera Guerra Mundial, l'abril de 1917, les tropes de la Guàrdia Nacional es van formar en les unitats que existeixen avui, amb elements de la Guàrdia Nacional de Colorado formant el 157è Regiment d'Infanteria, la Guàrdia Nacional d'Arizona formant el 158è Regiment d'Infanteria (Estats Units)1158è Regiment d'Infanteria, i la Guàrdia Nacional de Nou Mèxic formant el 120è Regiment d'Enginyers. Aquestes unitats van ser assignades a la 40a Divisió, i desplegades a França, on la divisió va ser utilitzada com a unitat "dipòsit" per processar i substituir les unitats de primera línia. Van tornar a casa al final de la guerra, que es va produir a l'armistici amb Alemanya. Les unitats de la Guàrdia Nacional d'Oklahoma que després es convertirien en el 1179è Regiment d'Infanteria i el 180è Regiment d'Infanteria van ser assignades a la 36a Divisió i guanyarien un crèdit de participació en combat durant l'ofensiva Mosa-Argonne a França com a part del 142è d'Infanteria.

### Anys d'entreguerres
El 19 d'octubre de 1920, es van organitzar unitats de la Guàrdia Nacional d'Oklahoma com a part de la 45a Divisió d'Infanteria, també tripulada amb tropes d'Arizona, Colorado i Nou Mèxic. La seu de la divisió va ser reconeguda federalment el 3 d'agost de 1923 a Oklahoma City. Se li va assignar la 89a Brigada d'Infanteria de la Guàrdia Nacional de Colorado i Arizona, i la 90a Brigada d'Infanteria de la Guàrdia Nacional d'Oklahoma. Com a conseqüència d'aquestes arrels de milícies, quan la divisió es va organitzar correctament, molts dels seus membres eren tiradors i jugadors a l'aire lliure de les remotes regions frontereres del sud-oest dels Estats Units. El primer comandant de la divisió va ser el major general Baird H. Markham.

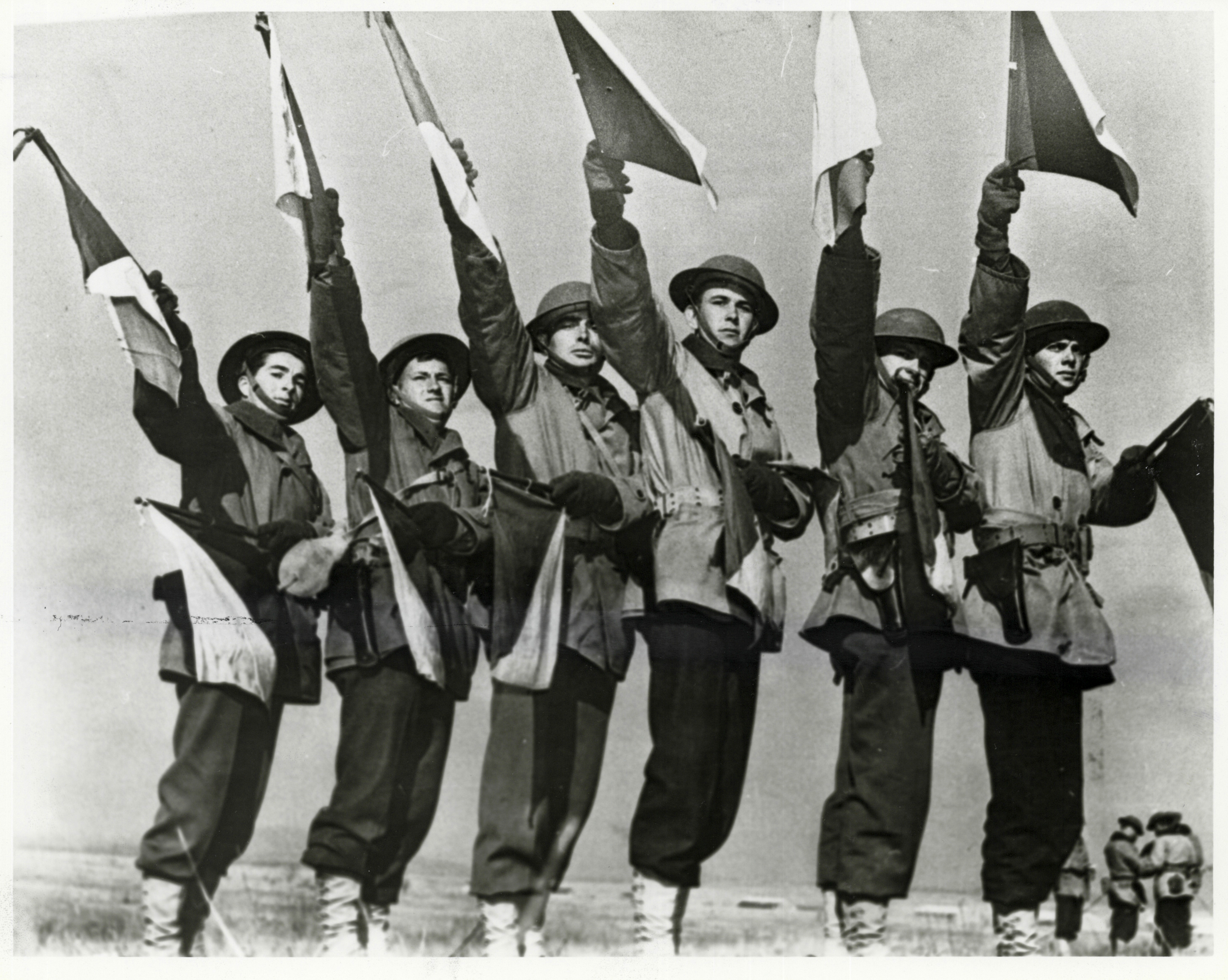
Mobilització de la Guàrdia Nacional el 1940

El centre d'entrenament de mobilització designat per a la 45a Divisió va ser Fort Sill, Oklahoma. De 1922 a 1936, les unitats subordinades de la divisió generalment van celebrar campaments d'estiu separats en llocs dins dels seus respectius estats: unitats de Fort Sill per a Oklahoma; Fort Tuthill, prop de Flagstaff, per a les unitats d'Arizona; Camp Maximilliano Luna al comtat de San Miguel per a les unitats de Nou Mèxic; i Camp George West a prop de Golden, per a les unitats de Colorado. Durant almenys 3 anys, el 1927, 1932 i 1933, les unitats subordinades de la divisió van entrenar més de 250 oficials de les divisions 95a i 103a als diferents llocs d'acampada estatals. El 1936, l'estat major de la divisió i de la brigada va participar en l'exercici del lloc de comandament del Tercer Exèrcit a Fort Sam Houston i Camp Bullis, Texas, que va ser dissenyat per preparar-los per a les maniobres de l'exèrcit a gran escala que se celebrarien l'estiu de 1938. Per participar en la concentració de l'àrea del Vuitè Cos de les maniobres del Tercer Exèrcit l'agost de 1938, la divisió es va dividir entre Camp Bullis (elements d'Oklahoma), Fort Bliss (elements de Nou Mèxic i Colorado) i Fort Huachuca (elements d'Arizona). Durant les maniobres a Fort Bliss, la 45a Divisió va operar com a part del Cos Brown provisional amb la 2a Divisió contra la 36a Divisió i la 56a Brigada de Cavalleria del Cos Blau.

Abans de 1939, el símbol de la divisió era un quadrat vermell amb una esvàstica groga, un homenatge a la gran població nativa americana al sud-oest dels Estats Units.

La 45a Divisió d'Infanteria es va dedicar a exercicis regulars, però sense esdeveniments importants durant els seus primers anys, tot i que els elements de Colorado de la divisió van ser convocats per ajudar a sufocar una gran vaga de mineria de carbó. L'inici de la Gran Depressió a la dècada de 1930 va reduir severament el seu finançament per a entrenament i equipament. El major general Roy Hoffman va prendre el comandament el 1931, seguit d'Alexander M. Tuthill el 1933, Alexander E. McPherren el 1935 i William S. Key el 1936. El 1937, les tropes de la divisió van tornar a ser convocades, aquesta vegada. per ajudar a gestionar una plaga de llagosta que afecta Colorado.
La insígnia original d'espatlla de la màniga de la divisió, aprovada l'agost de 1924, presentava una esvàstica, un símbol comú dels nadius americans, com a homenatge a la regió del sud-oest dels Estats Units que tenia una gran població d'indis americans. Tanmateix, amb l'ascens del Partit Nazi a Alemanya, amb el seu famós símbol de l'esvàstica, la 45a Divisió va deixar d'utilitzar la insígnia. Després d'un llarg procés de revisió de les presentacions de dissenys, un disseny de Woody Big Bow, un artista Kiowa de Carnegie, Oklahoma, va ser escollit per a la nova insígnia de la màniga de l'espatlla. La nova insígnia presentava l'Ocell del Tro , un altre símbol dels nadius americans, i va ser aprovada el 1939.

Tropes índies abans d'embarcar-se, 3 de juny de 1943

L'agost de 1940, la 45a Divisió va participar de nou en les maniobres del Tercer Exèrcit, aquesta vegada a prop del Bosc Nacional de Kisatchie a Louisiana com a part del VIII Cos provisional. Aquesta va ser la primera oportunitat per a tots els elements de la divisió de reunir-se i operar junts des de la seva organització. El 16 de setembre de 1940, la 45a Divisió d'Infanteria, sota el major general Key, va ser federalitzada del control estatal. Va ser una de les quatre divisions de la Guàrdia Nacional que es van federalitzar aquell dia, juntament amb les divisions d'infanteria 30a, 41a i 44a, originalment per un període d'un any. Els seus homes van començar immediatament l'entrenament bàsic de combat a Fort Sill. L'agost de 1941, la 45a Divisió d'Infanteria va participar en les Maniobres de Louisiana, els exercicis de pau més grans de la història militar dels Estats Units. La divisió va ser assignada al VIII Cos amb les divisions d'infanteria 2a i 36a, acampades prop de Pitkin, Louisiana. Encara funcionant amb equipament antic de la Primera Guerra Mundial, la divisió no va funcionar bé durant aquests exercicis, i va ser criticada pels oficials que la consideraven "feble." Malgrat aquestes deficiències, menys d'un mes després, el període de servei dels homes es va allargar durant divuit mesos més, molt al seu disgust, a causa de la preocupació d'una imminent entrada nord-americana a la Segona Guerra Mundial.

### Segona Guerra Mundial

Campanyes de la 45a Divisió d'Infanteria
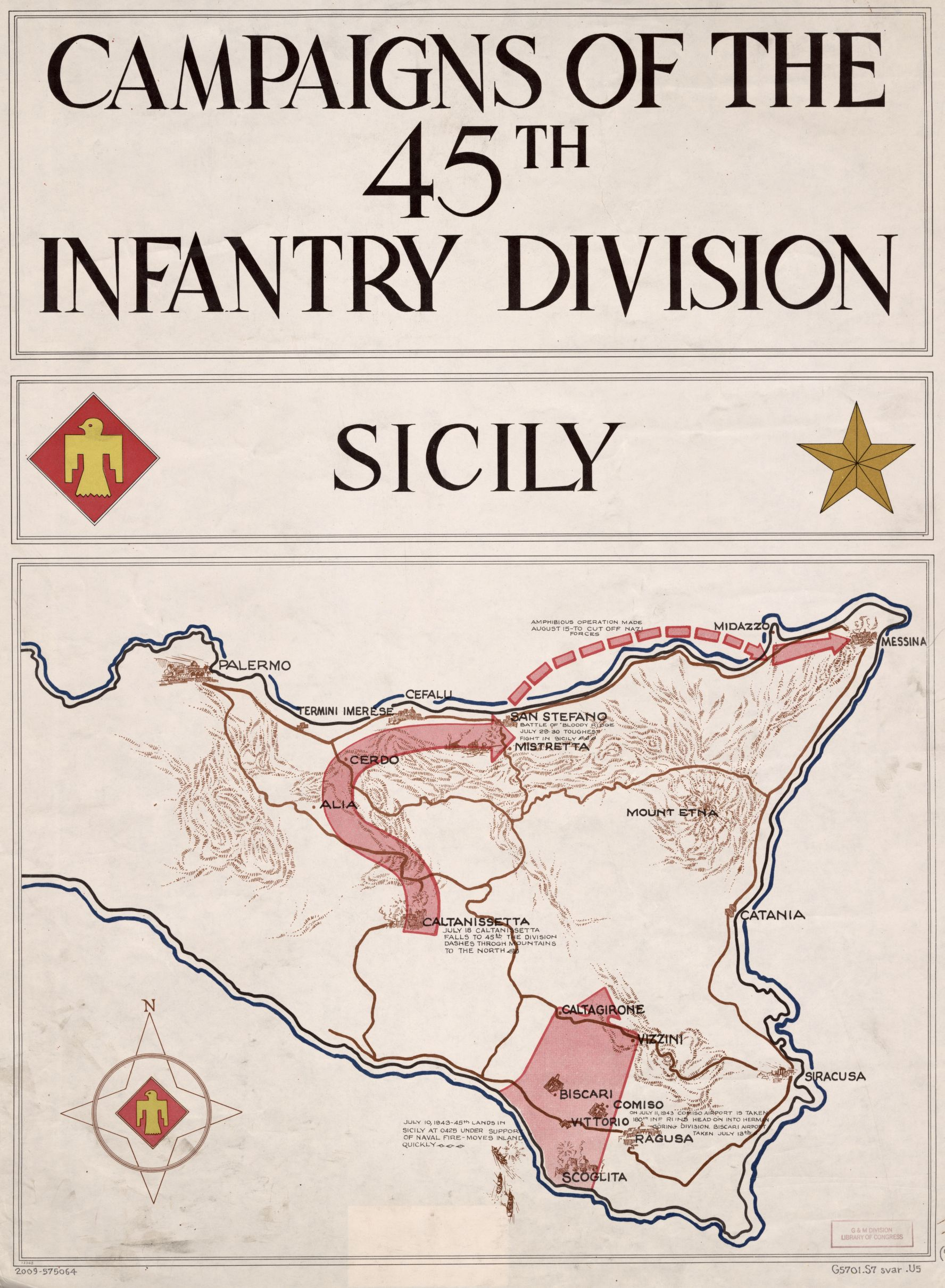
Sicília
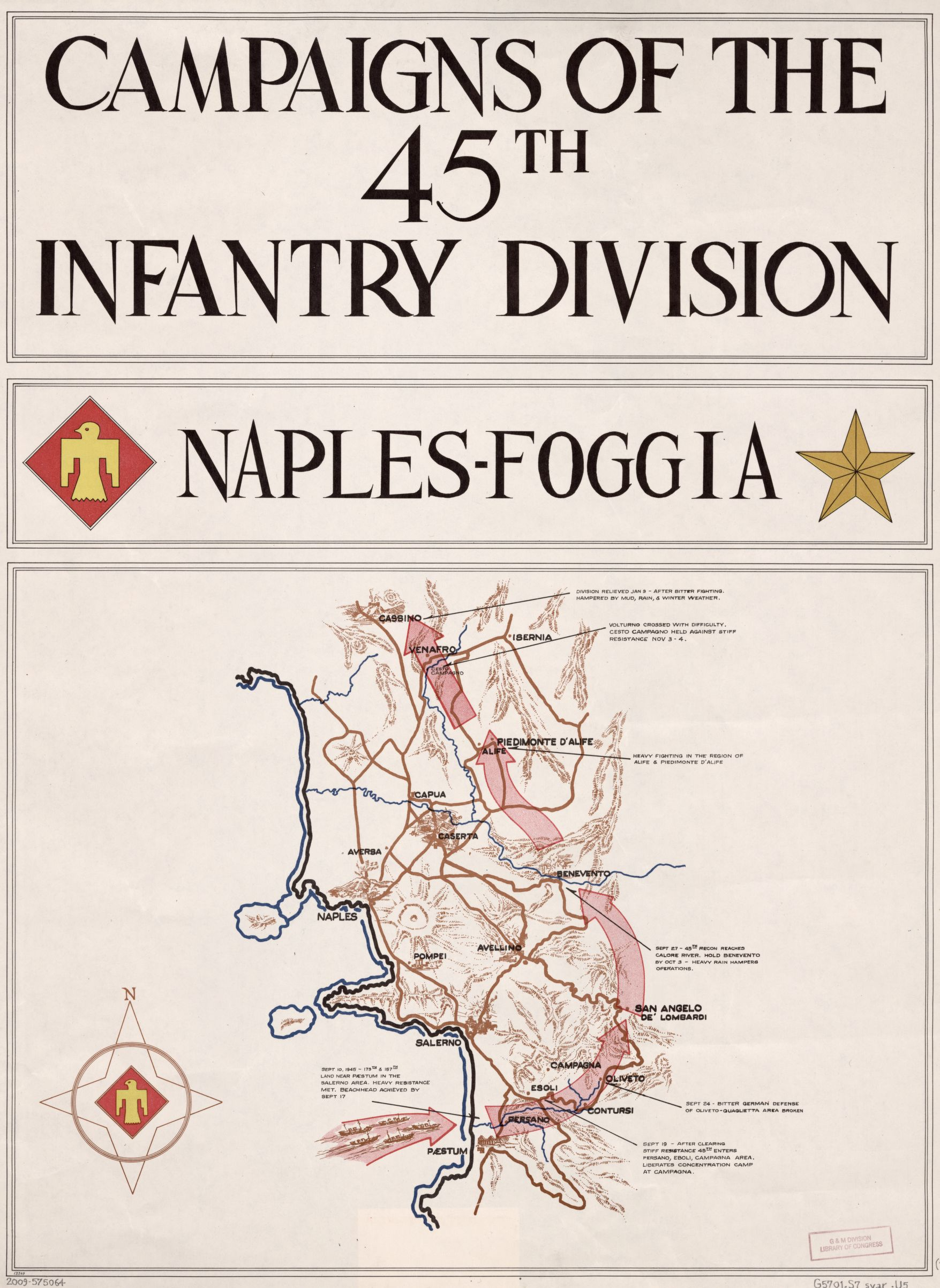
Nàpols-Foggia
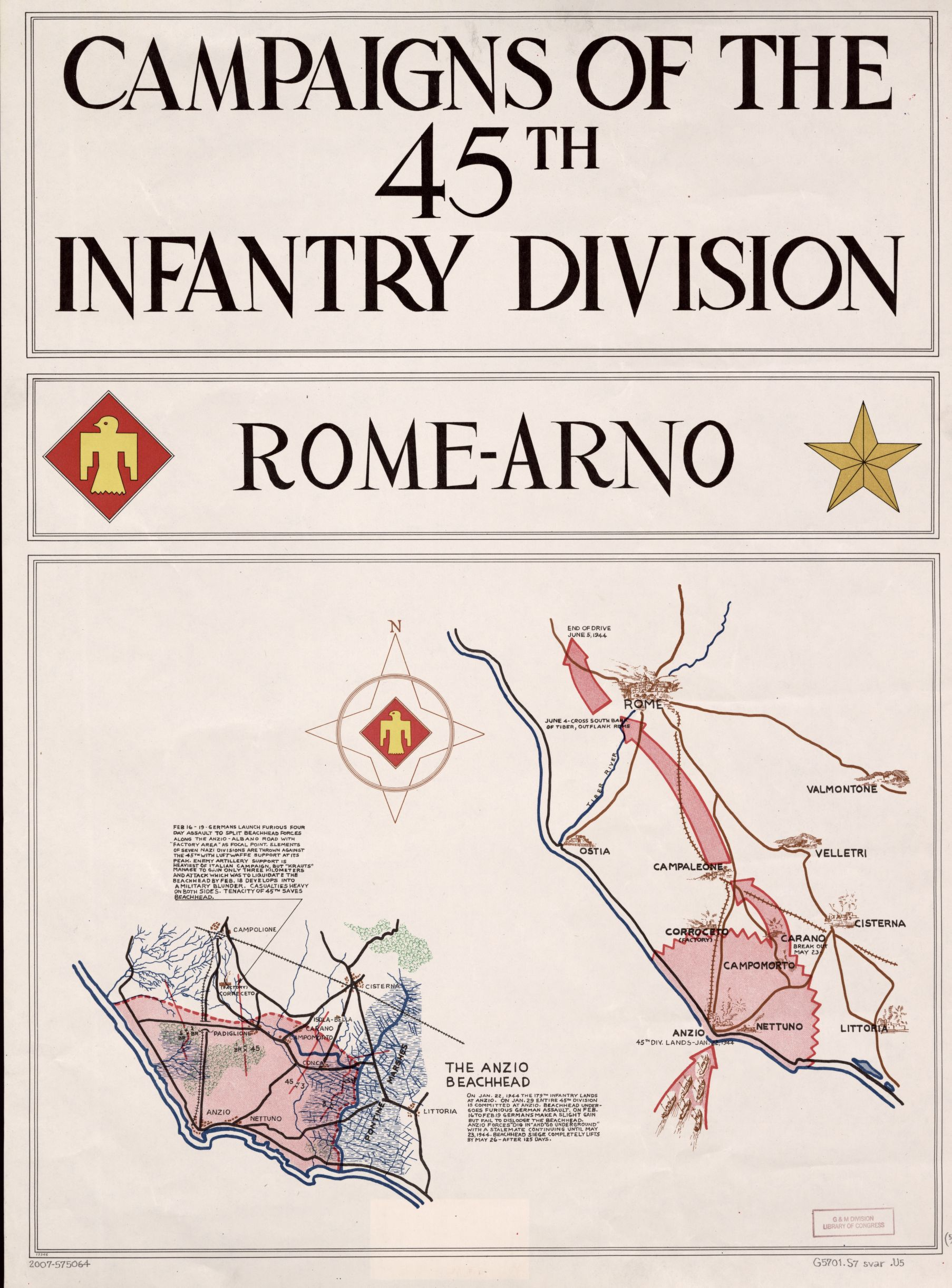
Roma-Arno
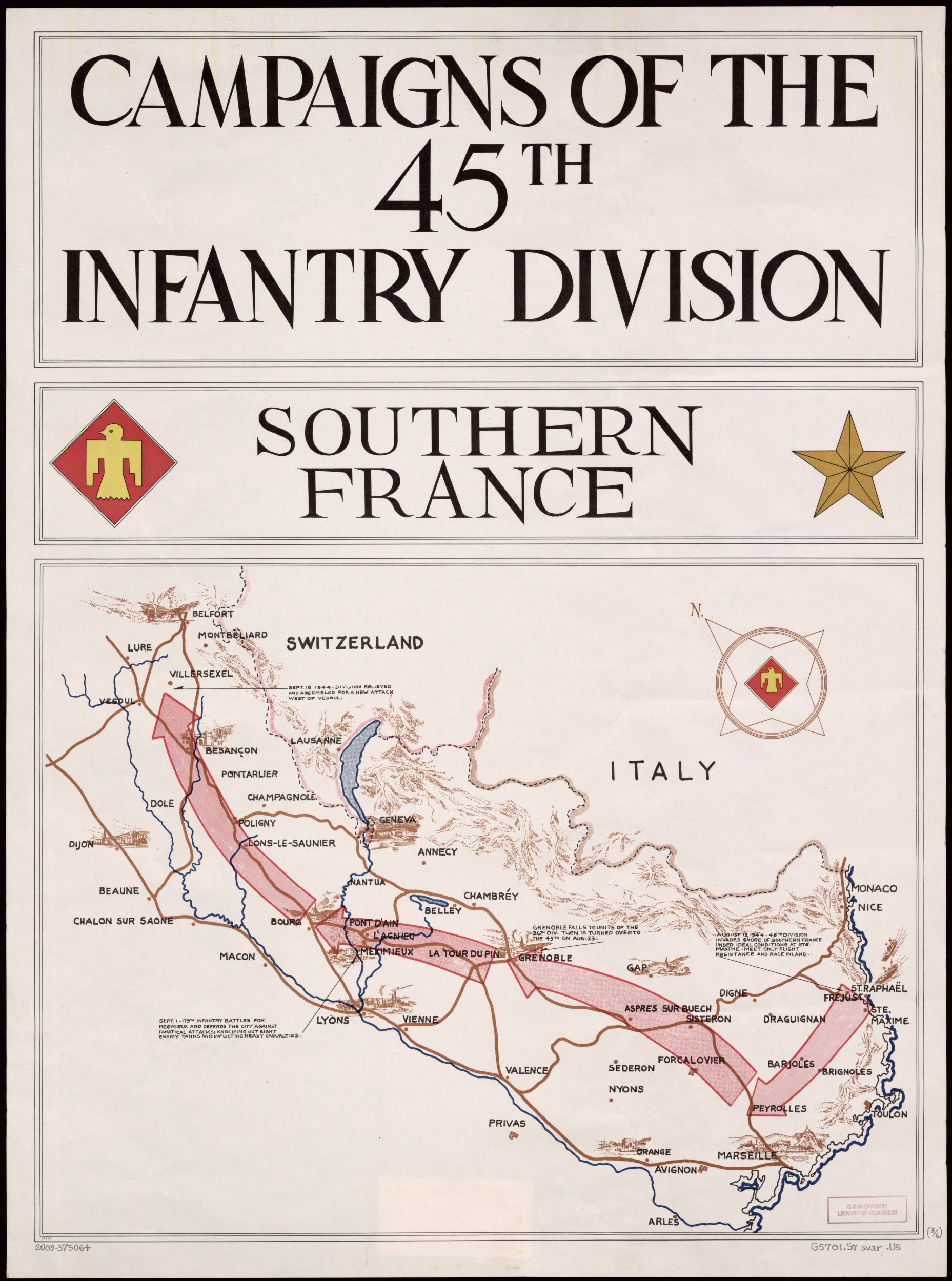
Sud de França
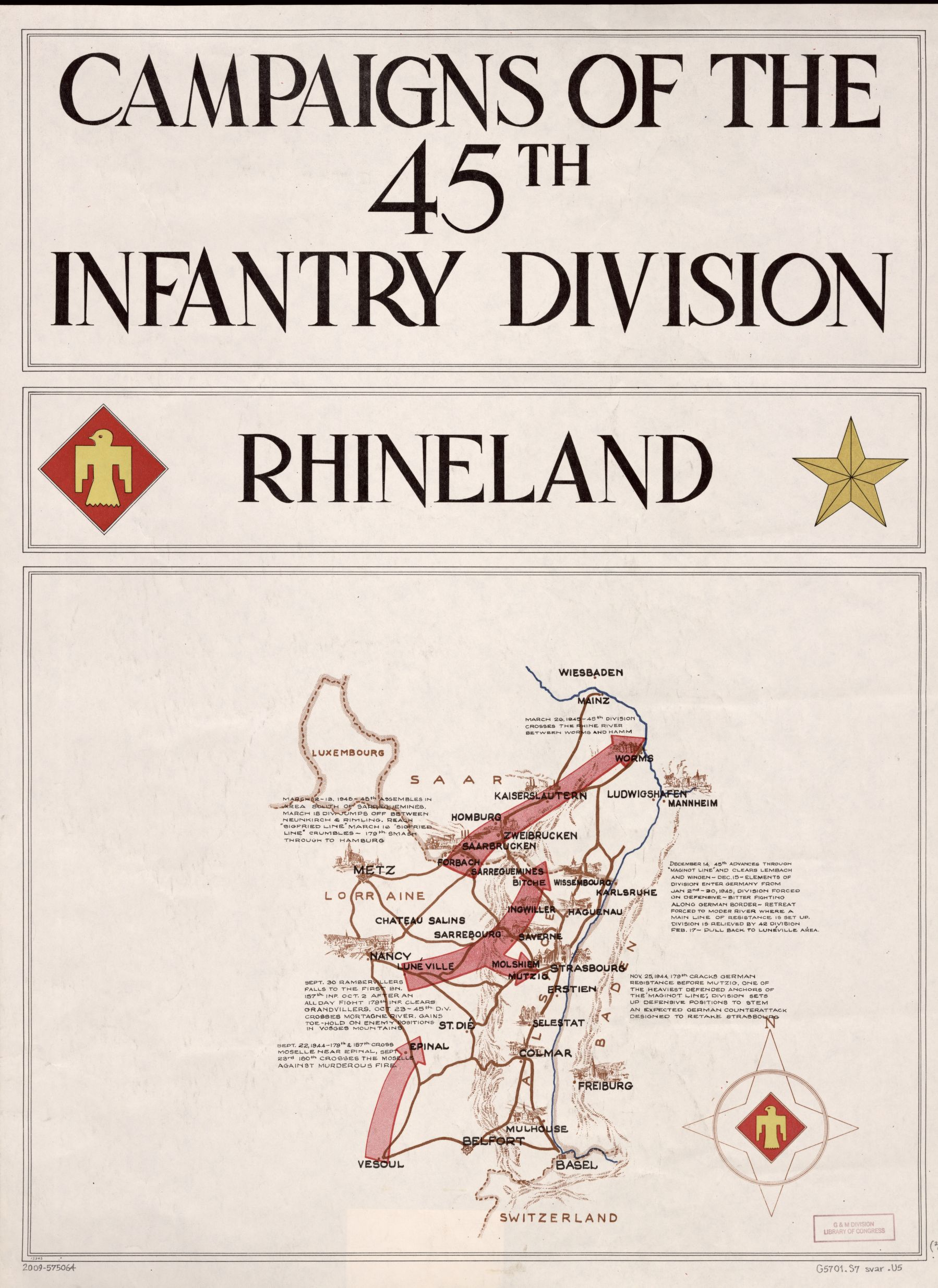
Renània
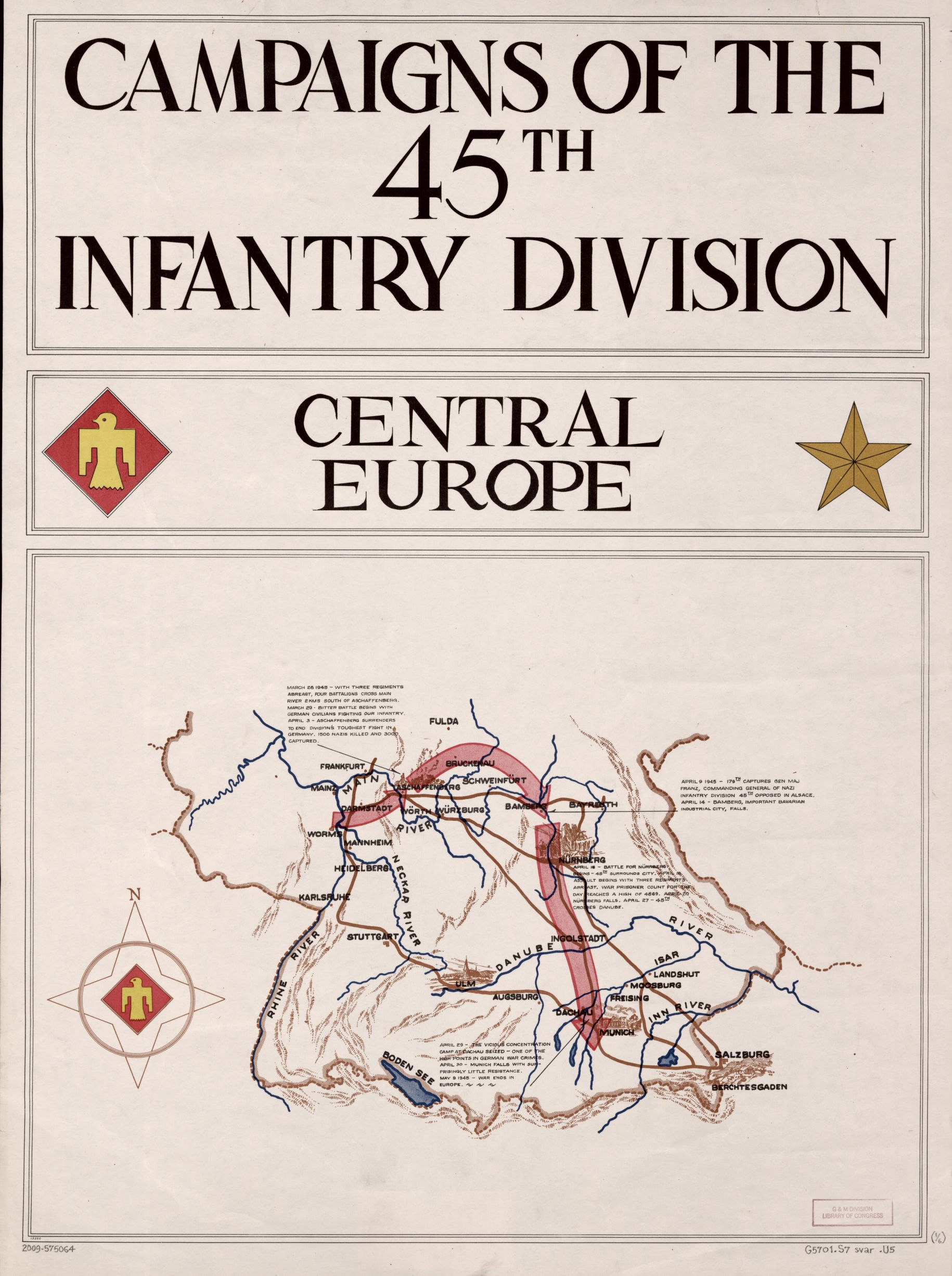
Europa central

Al llarg de 1942, va continuar aquest entrenament al Camp Barkeley, Texas, abans de traslladar-se a Fort Devens, Massachusetts, per sotmetre's a un entrenament d'assalt amfibi en preparació per a una invasió d'Itàlia. Després es va traslladar a Pine Camp, Nova York per a l'entrenament de guerra d'hivern breument , però es va veure obstaculitzat pel mal temps contínuament. El gener de 1943 es va traslladar a Fort Pickett, Virgínia, per a la seva formació final. La divisió, ara comandada pel major general Troy H. Middleton, un soldat de l'Exèrcit Regular i veterà molt distingit de la Primera Guerra Mundial, es va traslladar al camp d'embarcament del port d'embarcament de Hampton Roads per esperar la càrrega de combat als transports.
Els dos comandaments de combat de la divisió, la 89a i la 90a Brigades d'Infanteria, es van inactivar el 1942, ja que l'Exèrcit va afavorir comandaments de regiment i batallons més petits i versàtils per al nou conflicte. La 45a Divisió d'Infanteria es va basar llavors al voltant dels regiments d'infanteria 157è, 179è i 180è També es van assignar a la divisió els batallons d'artilleria de camp 158è, 160è, 171è i 189è, la 45a companyia de senyals, la 700a companyia d'artilleria, la 45a companyia d'intendència, la 45a tropa de reconeixement, el 120è batalló d'enginyers de combat i el batalló 120è Batalló Mèdic.

#### Sicília

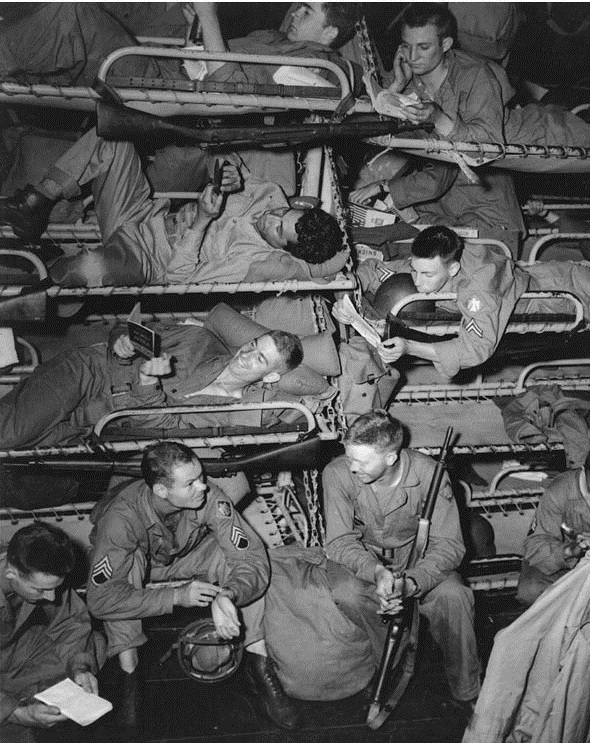
Tropes de la 45a Divisió d'Infanteria en un transport amb destinació a Sicília, juny de 1943.

La 45a Divisió va navegar des del port d'embarcament de Hampton Roads cap a la regió mediterrània el 8 de juny de 1943, en combat a bord de tretze transports d'atac i cinc vaixells d'atac de càrrega com a comboi UGF-9 encapçalat pel vaixell de comunicacions USS Ancon. Quan la 45a Divisió va desembarcar al nord d'Àfrica el 22 de juny de 1943, els Aliats havien aconseguit en gran part el teatre africà. Com a resultat, la divisió no va ser enviada al combat a l'arribada i va començar l'entrenament a Arzew, al Marroc francès, en preparació per a la invasió de Sicília. La intel·ligència aliada va estimar que l'illa estava defensada per aproximadament 230.000 soldats, la majoria dels quals provenien de febles formacions italianes i de dues divisions alemanyes que havien estat reconstituïdes després de ser destruïdes abans. En contra d'això, els Aliats planejaven desembarcar 180.000 soldats, inclosa la 45a Divisió d'Infanteria, que va ser assignada al II Cos del tinent general Omar Bradley, part del Setè Exèrcit al comandament del tinent general George S. Patton, per a l'operació.
La divisió va rebre posteriorment un paper principal en l'assalt amfibi a Sicília, desembarcant a terra el 10 de juliol. Desembarcant prop de Scoglitti, l'objectiu més al sud dels Estats Units a l'illa, la divisió va avançar cap al nord pel flanc oriental de la força nord-americana. Després de trobar inicialment la resistència dels blindats de la Divisió Hermann Goering, la divisió va avançar, recolzada pels paracaigudistes del 505è Equip de Combat del Regiment de Paracaigudistes, part de la 82a Divisió Aerotransportada, que va aterrar terra endins l'11 de juliol. Els paracaigudistes, que van dur a terme el seu primer salt de combat de la guerra després de sis setmanes d'entrenament a Tunísia, després es van establir per protegir el flanc del 45 contra el contraatac alemany, però sense armes per contrarestar l'armadura pesada, els paracaigudistes van haver de comptar amb el suport de la 2a Divisió Blindada per rebutjar els tancs alemanys Tiger I. A mesura que la divisió avançava cap al seu objectiu principal de capturar els aeròdroms de Biscari i Comiso, les forces alemanyes van ser empès enrere. Durant la major part de les dues primeres setmanes, mentre la divisió es va moure lentament cap al nord, només va trobar una lleugera resistència de les forces italianes que lluitaven contra accions retardadores. Les forces italianes i alemanyes van resistir ferotgement a Motta Hill el 26 de juliol, però, durant quatre dies, la 45a Divisió es va mantenir allà dalt. Després d'això, la divisió va ser assignada per avançar cap a Messina, sent ordenada pel comandant del Setè Exèrcit de cobrir la distància el més ràpidament possible. La 45a Divisió va passar uns quants dies a aquesta ciutat, però l'1 d'agost, la divisió va ser retirada de la línia del front per descansar i patrullar a rereguarda, després de la qual cosa la divisió va ser assignada al VI Cos del major general Ernest J. Dawley, que forma part del Cinquè Exèrcit, sota el comandament del tinent general Mark W. Clark, en preparació per a la invasió d'Itàlia continental.

#### Salerno

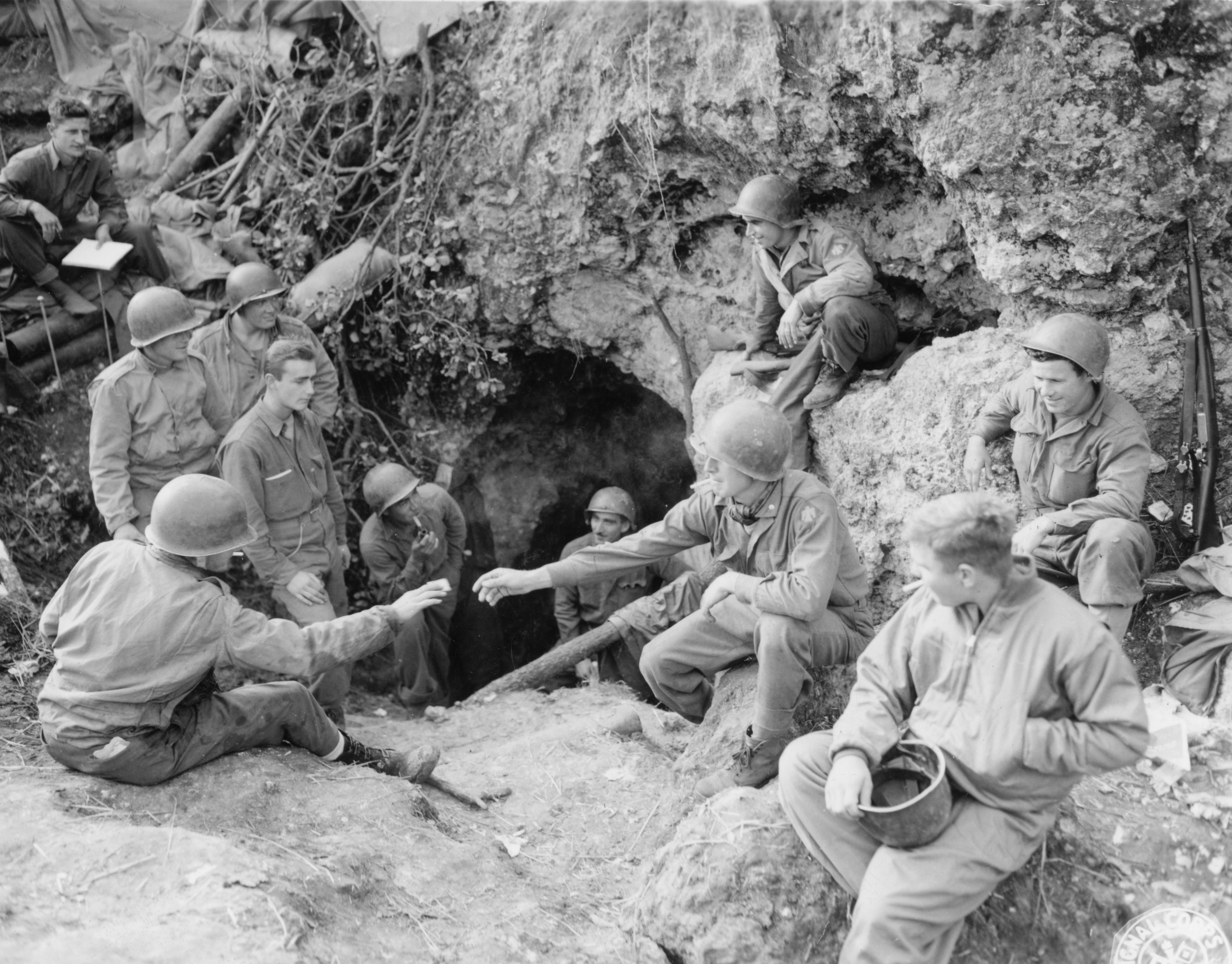
Tropes del 150è batalló d'artilleria, prop de Pozzilli

El 3 de setembre de 1943, Itàlia es va rendir a les potències aliades. Amb l'esperança d'ocupar la major part del país possible abans que l'exèrcit alemany pogués reaccionar, el Cinquè Exèrcit dels Estats Units es va preparar per atacar Salerno. El 10 de setembre, elements de la divisió van realitzar el seu segon desembarcament a Agropoli i Paestum amb la 36a Divisió d'Infanteria, a les platges més al sud de l'atac. Al davant hi havia elements de la 29a Divisió Panzergrenadier i del XVI Cos Panzer. En contra d'una dura resistència, la 45a va empènyer fins al riu Calore després d'una setmana de forts combats. El Cinquè Exèrcit va ser maltractat i rebutjat per les forces alemanyes fins al 20 de setembre, quan les forces aliades finalment van poder esclatar i establir un cap de pont més segur.
El 3 de novembre va creuar el riu Volturno i va prendre Venafro. La divisió va tenir grans dificultats per moure's pels rius i pel terreny muntanyós, i l'avanç va ser lent. Després d'enllaçar-se amb el Vuitè Exèrcit britànic, que havia avançat des del sud, la força combinada, sota el 15è Grup d'Exèrcits, comandada pel general britànic Sir Harold Alexander, es va quedar estancada quan va arribar a la línia Gustav. Fins al 9 de gener de 1944, la divisió, ara sota el comandament del major general William W. Eagles (en substitució del major general Middleton), es va avançar poc a poc cap a les muntanyes fins a arribar Sant Elia, al nord de Monte Cassino, abans de traslladar-se a una zona de descans.

#### Anzio
Les forces aliades van dur a terme un assalt frontal a la fortalesa de la línia Gustav a Monte Cassino, i el VI Cos, sota el comandament del major general John P. Lucas a partir del 20 de setembre, va ser assignat a l'operació Shingle, separada del 15è Grup d'Exèrcits per aterrar darrere de les línies enemigues a Anzio el 22 de gener de 1944. Per a aquesta missió, el CCA (Comandament de Combat A) de la 1a Divisió Cuirassada es va adjuntar a la 45a Divisió d'Infanteria. Desembarcant a l'hora prevista, el VI Cos va sorprendre els alemanys, però la decisió del major general Lucas de consolidar el cap de pont en comptes d'atacar va donar temps als alemanys per portar el LXXVI Cos Panzer per oposar-se als desembarcaments.
Un regiment de la 45a (el 179è d'infanteria) va anar a terra amb els desembarcaments. En companyia de la 1a Divisió d'Infanteria britànica, van avançar cap al nord per la carretera Anzio-Albano i van capturar la fàbrica d'Aprilia, però es van trobar amb la resistència arrelada de les unitats blindades alemanyes unes quantes milles més endavant. Llavors Lucas va ordenar que la resta de la divisió anés a terra. La 45a Divisió es va desplegar al costat sud-est del cap de platja, al llarg del canal Mussolini inferior
El 30 de gener de 1944, quan el VI Cos va avançar des de les platges, va trobar una gran resistència i va tenir grans baixes. El VI Cos va ser aturat a la "Línia Pimlott" (el perímetre del cap de platja), i la lluita es va convertir en una batalla de desgast.

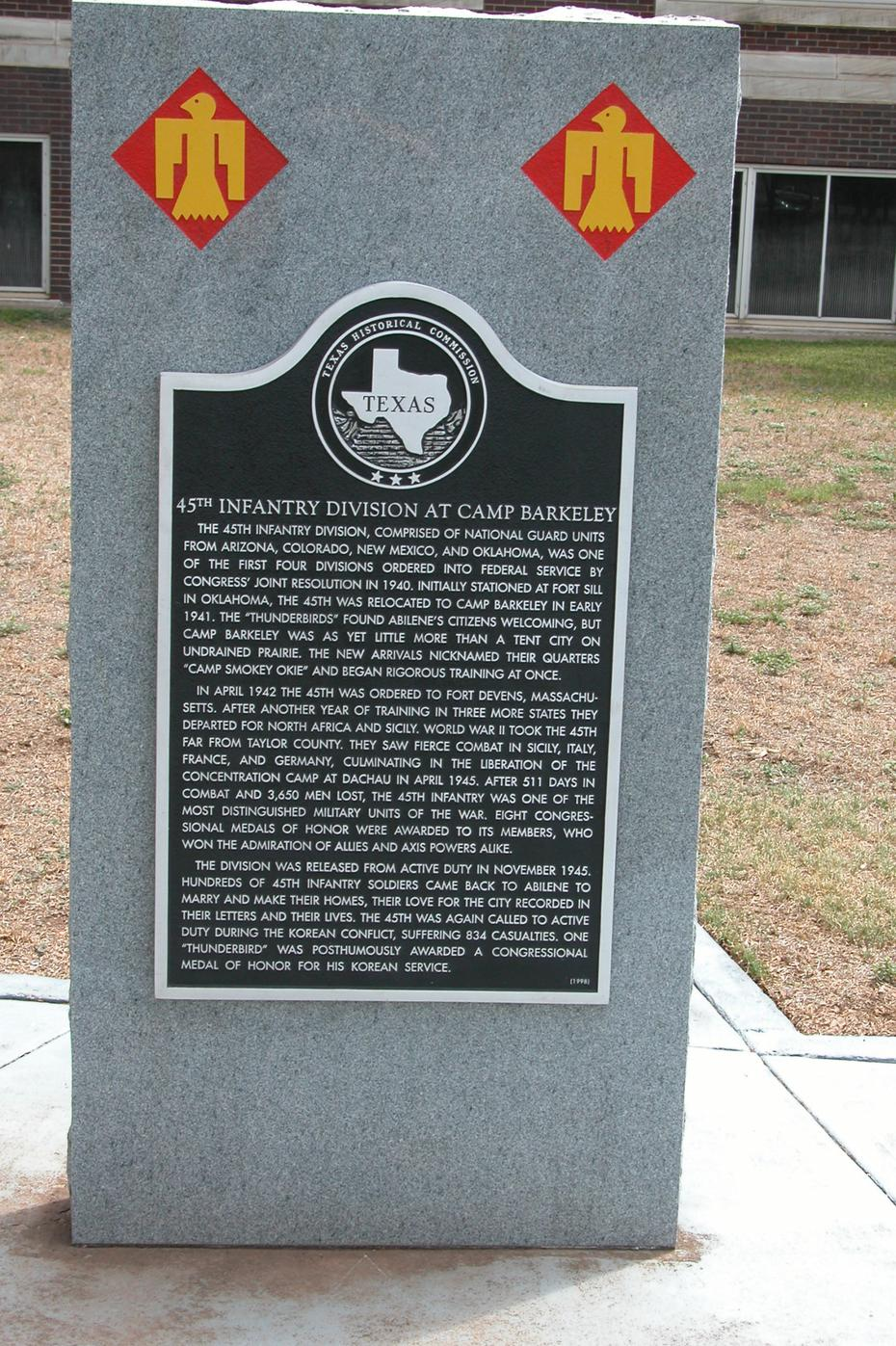
Un monument a Abilene, Texas que commemora el temps de la 45a Divisió d'Infanteria a Texas mentre s'entrenava al Camp Barkeley el 1940.

El primer gran contraatac alemany va arribar a principis de febrer i va ser contra la 1a Divisió britànica. Dos regiments del 45 (el 179 i el 157 d'infanteria) van ser enviats al sector d'Aprilia per reforçar els britànics. El 179è d'infanteria i un batalló de tancs del CCA van intentar recuperar Aprilia però van ser rebutjats. Lucas va traslladar llavors la resta de la 45a Divisió al centre esquerre del perímetre, a Aprilia i al llarg del ramal oest del canal Mussolini. Durant els mesos següents, la 45a Divisió d'Infanteria es va quedar en el seu lloc principalment, mantenint el seu terreny durant els repetits contraatacs alemanys, i sotmesa a bombardeigs d'avions i artilleria.
El 16 de febrer, un important atac alemany va colpejar el 45è i gairebé va trencar el 179è d'infanteria el 18 de febrer. Lucas va enviar el famós líder dels Rangers, el coronel William Orlando Darby, per assumir el comandament de la 157a Infanteria, i els alemanys van ser rebutjats. Els següents tres mesos es van passar a la defensiva, amb el 45è dedicat a la guerra de trinxeres, igual que a la Primera Guerra Mundial.
El 23 de maig, el VI Cos, ara comandat pel major general Lucian Truscott, va passar a l'ofensiva, sortint del cap de platja cap al nord-est, amb la 45a Divisió formant la meitat esquerra de l'atac. El 31 de maig, les defenses alemanyes es van trencar i la 45a Divisió va girar cap al nord-oest, cap als turons d'Alban i Roma. El 4 de juny la 45a Divisió va travessar el riu Tíber per sota de Roma, i va entrar a la ciutat juntament amb altres tropes del VI Cos. Els homes de la 45a Divisió van ser les primeres tropes aliades a arribar al Vaticà.
El 16 de juny, la 45a Divisió es va retirar per descansar en preparació per a altres operacions. En aquest moment, el VI Cos estava adjunt al Setè Exèrcit, sota el comandament del tinent general Alexander Patch ell mateix part del Sisè Grup d'Exèrcits dels Estats Units sota el tinent general Jacob L. Devers. La 45a, la 36a i 3a divisions d'infanteria van ser retirades de la línia a Itàlia en preparació de l'operació Dragoon (anteriorment "Anvil"), la invasió del sud de França. Dragoon es va planificar originalment per coincidir amb el desembarcament de Normandia al nord, però es va retardar fins a l'agost a causa de l'escassetat de vaixells de desembarcament.

#### França i Alemanya

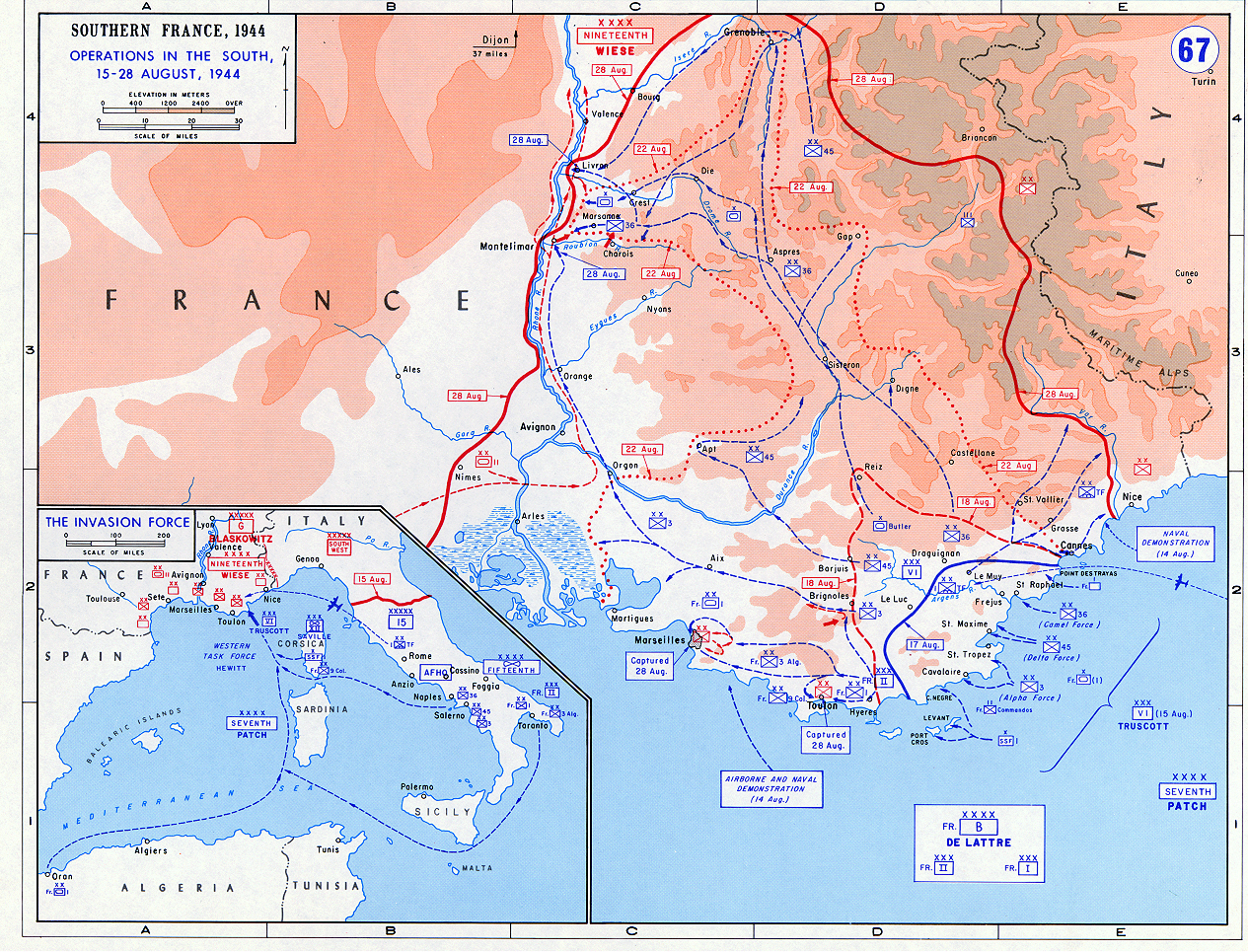
Un mapa del sud de França amb la 45a Divisió d'Infanteria aterrant al centre d'una gran força d'invasió.

La 45a Divisió d'Infanteria va participar en el seu quart desembarcament d'assalt amfibi durant l'operació Dragoon el 15 d'agost de 1944, a Santa Maxima, al sud de França. La 45a Divisió d'Infanteria va desembarcar els seus equips de combat del 157è i 180è regiments i va capturar les altures de les Chaines de Mar abans de reunir-se amb la 1a Força del Servei Especial. L'exèrcit alemany, que va trontollar per la batalla de Normandia, en la qual havia sofert una gran derrota, es va retirar després d'una breu lluita, part d'una retirada general alemanya cap a l'est després del desembarcament. Els soldats de la 45a Divisió d'Infanteria es van enfrontar a les forces disperses del Grup d'Exèrcits G alemany, patint molt poques baixes. El Setè Exèrcit, juntament amb les forces franceses lliures, van poder avançar cap al nord ràpidament. El 12 de setembre, el Setè Exèrcit es va enllaçar amb el Tercer Exèrcit del tinent general George S. Patton, avançant des de Normandia, unint-se a les dues forces a Dijon. En contra d'una lleugera oposició, va encapçalar l'impuls de la bossa de Belfort. La 45a Divisió d'Infanteria va prendre la fortament defensada ciutat d'Épinal el 24 de setembre. Aleshores, la divisió va ser reassignada al V Cos, sota el comandament del major general Leonard T. Gerow, per al seu proper avanç. El 30 de setembre la divisió va travessar el riu Mosel·la i va entrar als contraforts occidentals dels Vosges, prenent Rambervillers. Es mantindria a la zona durant un mes esperant que altres unitats es posin al dia abans de travessar el riu Mortagne el 23 d'octubre. La divisió va romandre en la línia amb el 6è Grup d'Exèrcits dels Estats Units , el més al sud dels tres grups d'exèrcits avançant per França.

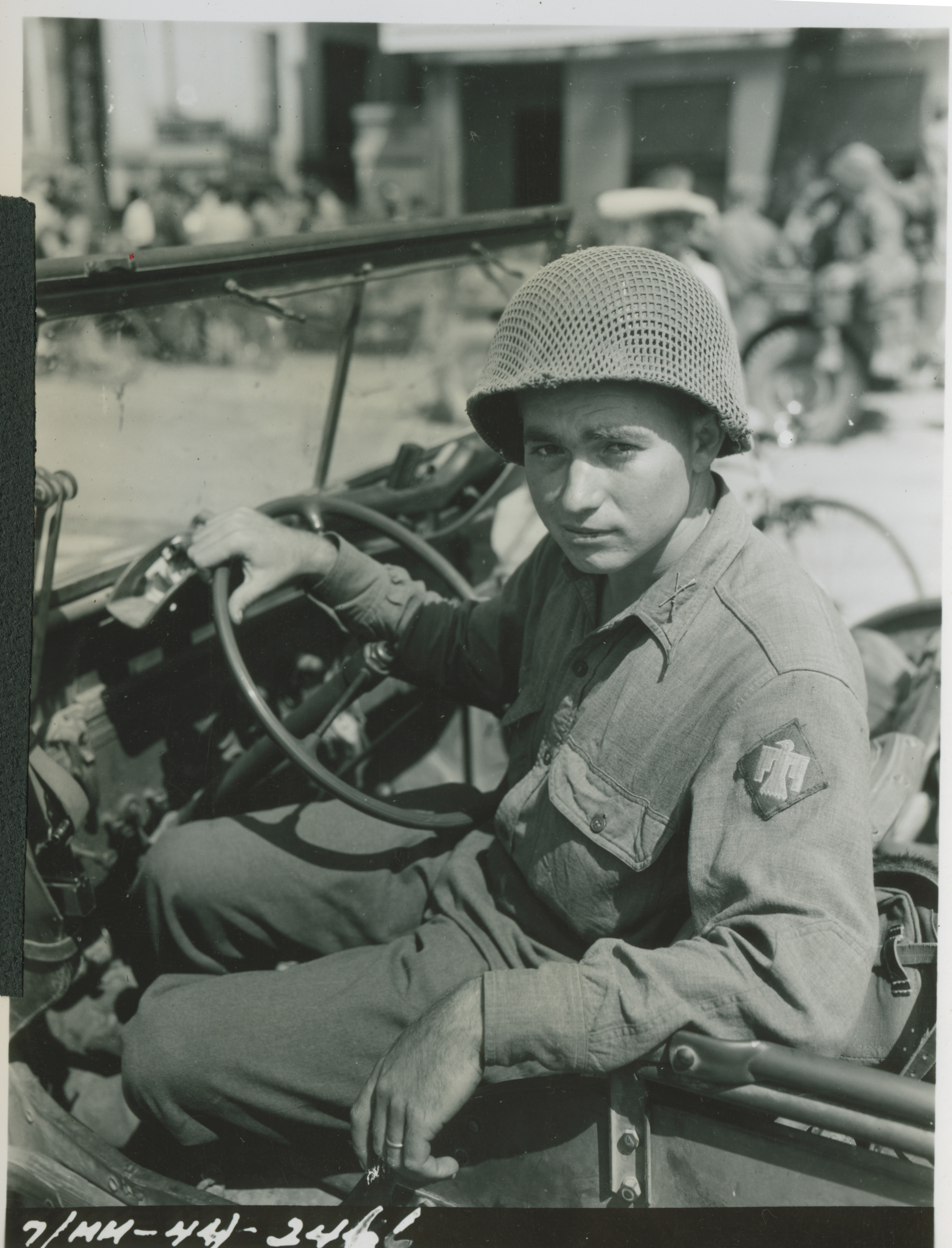
A Grenoble, 25 d'agost de 1944

Un cop completada la travessa, la divisió va ser rellevada del V Cos i assignada al XV Cos del general Wade H. Haislip. A la divisió se li va permetre un descans d'un mes, reprenent el seu avanç el 25 de novembre, atacant els forts al nord de Mutzig. Aquests forts havien estat dissenyats pel Kaiser Guillem II el 1893 per bloquejar l'accés a la plana d'Alsàcia. A continuació, la 45a Divisió va travessar el riu Zintzel abans de passar per les defenses de la Línia Maginot. Durant aquest temps, gran part dels actius d'artilleria de la divisió es van adjuntar a la 44a Divisió d'Infanteria per proporcionar suport addicional. La 45a Divisió d'Infanteria, ara comandada pel Major General Robert T. Frederick, que abans havia comandat la 1a Força del Servei Especial, va ser reassignada al VI Cos el dia de Cap d'Any. Des del 2 de gener de 1945, la divisió va lluitar defensivament al llarg de la frontera alemanya, retirant-se al riu Moder. Va enviar la meitat de la seva artilleria per donar suport a la 70a Divisió d'Infanteria. El 17 de febrer la divisió va ser retirada de la línia per descansar i entrenar. Un cop finalitzat aquest període de descans, la divisió va ser assignada al XV Cos per a l'empenta final cap al territori alemany. El 45è es va traslladar al nord fins a l'àrea de Sarreguemines i va trencar la línia Sigfrid, el 17 de març capturant Homburg el 21 i creuant el Rin entre Worms i Hamm el 26. L'avanç va continuar, amb Aschaffenburg caient el 3 d'abril i Nuremberg el 20. La divisió va travessar el riu Danubi el 27 d'abril i va alliberar 32.000 captius del camp de concentració de Dachau el 29 d'abril de 1945. La divisió va capturar Munic durant els dos dies següents, ocupant la ciutat fins al dia V-E i la rendició d'Alemanya. Durant el mes següent, la divisió va romandre a Munic i va establir punts de recollida i campaments per al gran nombre de tropes rendides dels exèrcits alemanys. El nombre de presoners de guerra pres per la 45a Divisió durant els seus gairebé dos anys de lluita va ascendir a 124.840 homes. Aleshores, la divisió estava programada per traslladar-se al teatre d'operacions del Pacífic per participar en la invasió del Japó continental a l'illa de Honshu, però aquests plans van ser esborrats abans que la divisió pogués marxar després de la rendició del Japó, el dia V-J.

#### Denúncies de crims de guerra
Durant i després de la guerra, es van convocar tribunals militars per investigar possibles crims de guerra per part dels membres de la divisió. En els dos primers casos, batejats com la massacre de Biscari, esdevinguda el 14 de juliol de 1943, es va suposar que les tropes nord-americanes de la Companyia C, 180è Regiment d'Infanteria, havien afusellat 74 presoners italians i dos alemanys a Acate després de la captura d'un aeròdrom a la zona. George Patton, el comandant general del Setè Exèrcit, va demanar a Omar Bradley, general comandant del II Cos, que acomiadessin els casos per evitar una mala premsa, però Bradley es va negar. Un suboficial, el sergent Horace T. West, de 33 anys, va confessar posteriorment els crims del primer incident i va ser declarat culpable. En el segon incident, el capità John T. Compton va ordenar que els soldats italians fossin alineats i afusellats; l'oficial va afirmar que només havia estat seguint ordres i va ser absolt.

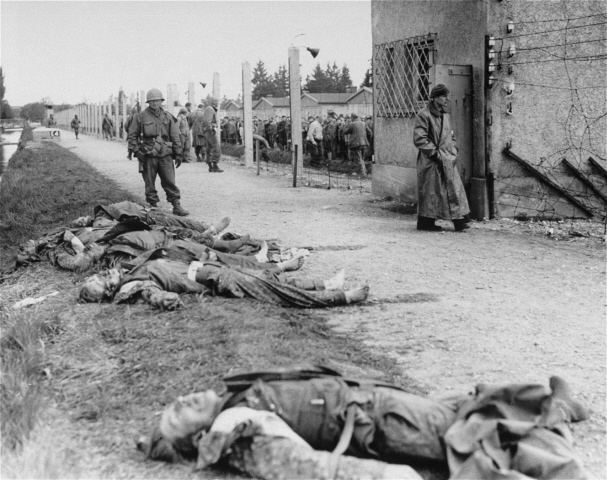
Tropes alemanyes mortes al camp de concentració de Dachau, suposadament assassinades a la massacre de Dachau el 1945.

En un tercer incident, l'Exèrcit va considerar la cort marcial de diversos oficials del 157è Regiment d'Infanteria al comandament del tinent coronel Felix L. Sparks després que els militars fossin acusats de massacrar els soldats alemanys que s'estaven rendint al camp de concentració de Dachau el 1945. Algunes de les tropes alemanyes eren guàrdies del campament; els altres eren tropes malaltes i ferides d'un hospital proper. Els soldats de la 45a Divisió que van alliberar el camp es van indignar per la malnutrició i els maltractaments dels 32.000 presoners que van alliberar, alguns amb prou feines vius, i tots víctimes de l'Holocaust. Després d'entrar al camp, els soldats van trobar vagons plens de cadàvers de presoners que havien mort per fam o execucions d'última hora, i a les habitacions adjacents a les cambres de gas van trobar cossos nus amuntegats des del terra fins al sostre. Els forns de cremació, que encara estaven en funcionament quan van arribar els soldats, contenien també cossos i esquelets. Aparentment, algunes de les víctimes havien mort només unes hores abans que la 45a Divisió entrés al campament, mentre que moltes altres eren on havien mort en estats de descomposició que van desbordar els sentits dels soldats. Les narracions entren en conflicte sobre el que va passar i sobre quantes tropes alemanyes van ser assassinades. Després d'investigar l'incident, l'Exèrcit va considerar la possibilitat de fer servir diversos oficials implicats, però Patton va intervenir amb èxit. El Setè Exèrcit estava sent dissolt i Patton havia estat nomenat governador militar de Baviera, posant l'assumpte a les seves mans. Alguns veterans de la 45a Divisió d'Infanteria han dit que només van morir entre 30 i 50 soldats alemanys i que molt pocs van ser assassinats intentant rendir-se, mentre que altres han admès haver matat o negar-se a tractar guàrdies alemanys ferits.
L'assassí confés Frank Sheeran va recordar més tard el seu servei de guerra amb la 45a com el moment en què va desenvolupar per primera vegada una crueltat davant de la mort humana. Sheeran va afirmar haver participat en nombroses massacres i execucions sumàries de presoners de guerra alemanys, actes que violaven les Convencions de l'Haia de 1899 i 1907 i la Convenció de Ginebra de 1929 sobre els presoners de guerra. En entrevistes posteriors amb Charles Brandt, va dividir aquestes massacres en quatre categories:
1. Matances per venjança en plena batalla. Sheeran va dir a Brandt que, quan un soldat alemany acabava de matar els seus amics íntims i després intentava rendir-se, sovint "l'enviava a l'infern també". Va descriure que sovint havia estat testimoni d'un comportament similar per part de companys GI.[66]
2. Ordres dels comandants d'unitat durant una missió. Quan va descriure el seu primer assassinat per crim organitzat, Sheeran va recordar: "Va ser com quan un oficial et deia que agafes un parell de presoners alemanys darrere de la línia i que 'tu tornis de pressa'. Vau fer el que havies de fer."[67]
3. La massacre de Dachau i altres assassinats de represàlia dels guàrdies dels camps de concentració i dels presos confiats.[68]
4. Intents calculats per deshumanitzar i degradar els presoners de guerra alemanys. Mentre la unitat de Sheeran pujava a les muntanyes de Harz, es van trobar amb un tren de mules de la Wehrmacht que portava menjar i beguda a la muntanya. Primer se'ls va permetre que les cuineres marxessin sense ser molestades, després Sheeran i els seus companys GI "menjaven el qual volíem i embrutaven la resta amb els nostres residus". Aleshores, els mulers de la Wehrmacht van rebre pales i se'ls va ordenar "cavar les seves pròpies tombes poc profundes". Sheeran més tard va fer broma dient que ho van fer sense queixes, probablement esperant que ell i els seus amics canviessin d'opinió. Però els mulers van ser afusellats i enterrats als forats que havien cavat. Sheeran va explicar que, aleshores, "no va tenir cap dubte a fer el que havia de fer".[69]

### Després de la guerra
Durant la Segona Guerra Mundial, la 45a Divisió va lluitar en 511 dies de combat. Nou soldats van rebre la Medalla d'Honor durant el seu servei amb la 45a Divisió d'Infanteria: : Van T. Barfoot, Ernest Childers, Almond E. Fisher, William J. Johnston, Salvador J. Lara, Jack C. Montgomery, James D. Slaton, Jack Treadwell i Edward G. Wilkin. Els soldats de la divisió també van rebre 61 creus de servei distingit, tres medalles del servei distingit, 1.848 Estrelles de plata, 38 medalles de la Legió del Mèrit, 59 medalles del soldat, 5.744 Estrelles de bronze i 52 medalles de l'aire. La divisió va rebre set citacions d'unitat distingida i vuit corbates de campanya durant el conflicte.
La major part de la divisió va tornar a Nova York el setembre de 1945, i d'allà va anar a Camp Bowie, Texas. El 7 de desembre de 1945, la divisió va ser inactivada de la força de servei actiu i els seus membres es van reassignar a altres unitats de l'exèrcit. L'any següent, el 10 de setembre de 1946, la 45a Divisió d'Infanteria es va reconstituir com a unitat de la Guàrdia Nacional. En comptes de contenir unitats de diversos estats, la 45a de postguerra va ser una organització d'Oklahoma. Durant aquest temps la divisió també es va reorganitzar i com a part d'aquest procés la 157a Infanteria va ser retirada de l'ordre de batalla de la divisió i substituïda pel 279è Regiment d'Infanteria.
Durant aquest temps, l'exèrcit nord-americà va patir una dràstica reducció de mida. Al final de la Segona Guerra Mundial, contenia 89 divisions, però el 1950, només hi havia 10 divisions actives, juntament amb unes poques divisions de reserva com la 45a Divisió d'Infanteria que eren ineficaces per al combat. La divisió va retenir molts dels seus millors oficials com a comandants superiors a mesura que la força es reduïa, i va gaudir d'una bona relació amb la seva comunitat. La 45a en aquest temps era considerat com una de les divisions de la Guàrdia Nacional més ben entrenades. Independentment, a mitjans de 1950 la divisió només tenia 8.413 soldats, menys del 45 per cent de la seva autorització total. Només el 10 per cent dels oficials de la divisió i el cinc per cent dels seus soldats van tenir experiència de combat amb la divisió des de la Segona Guerra Mundial.

### Guerra de Corea
A l'esclat de la guerra de Corea el juny de 1950, l'exèrcit nord-americà va intentar ampliar la seva força de nou per preparar-se per a un conflicte important. Després que l'Exèrcit Popular de Corea del Nord va envair la República de Corea, quatre divisions nord-americanes amb tasques d'ocupació al Japó van ser traslladades a Corea del Sud per posar-se al costat de l'Exèrcit de la República de Corea. Es tractava de la 7a Divisió d'Infanteria, la 1a Divisió de Cavalleria, la 24a Divisió d'Infanteria i la 25a Divisió d'Infanteria, que estaven totes sota el control del Vuitè Exèrcit dels Estats Units. A causa de les reduccions dràstiques de la despesa militar nord-americana després del final de la Segona Guerra Mundial, aquestes divisions estaven equipades amb un armament gastat o obsolet i patien una escassetat d'armes antiblindades capaços de penetrar en el casc dels tancs T-34 de Corea del Nord.

#### Reforços
Inicialment, la divisió es va utilitzar per proporcionar un conjunt de reforços per a les divisions que s'havien enviat al teatre de la Guerra de Corea, i el gener de 1951 va proporcionar 650 reclusos per al servei a l'estranger. Més tard aquell mes, va rebre 4.006 nous reclutes per als seus tres regiments d'infanteria i actius d'artilleria, i cada unitat va crear un programa d'entrenament de 14 setmanes per preparar aquests nous soldats per al combat. A causa de les nombroses baixes i les baixes taxes de reforç, l'Exèrcit va buscar a la Guàrdia Nacional per proporcionar unitats addicionals per alleujar l'assetjat Vuitè Exèrcit. En aquell moment, la 45a Divisió d'Infanteria estava formada majoritàriament per estudiants de secundària o graduats recents i només al voltant del 60 per cent de les seves tropes divisionals havien realitzat entrenaments i exercicis amb la divisió durant un any o més. A més, només al voltant del 20 per cent del seu personal tenia experiència prèvia del servei militar de la Segona Guerra Mundial. No obstant això, la divisió va ser una de les quatre divisions de la Guàrdia Nacional identificades com una de les més preparades per al combat en funció de l'efectivitat del seu equip, entrenament i lideratge. Com a resultat, el febrer de 1951, la 45a Divisió d'Infanteria va ser alertada que navegaria cap al Japó.
En preparació per al desplegament, la divisió va ser enviada a Fort Polk, Louisiana, per començar l'entrenament i omplir les seves files. Un cop completat el seu entrenament bàsic, la divisió va ser enviada al Japó l'abril de 1951 per a entrenament avançat i per actuar com a força de reserva per al Vuitè Exèrcit dels Estats Units, lluitant llavors a Corea. La participació de la Guàrdia Nacional en els combats a Corea es va ampliar encara més quan la 40a Divisió d'Infanteria de la Guàrdia Nacional de l'Exèrcit de Califòrnia també va rebre ordres d'advertència per al seu desplegament.

#### Combats inicials

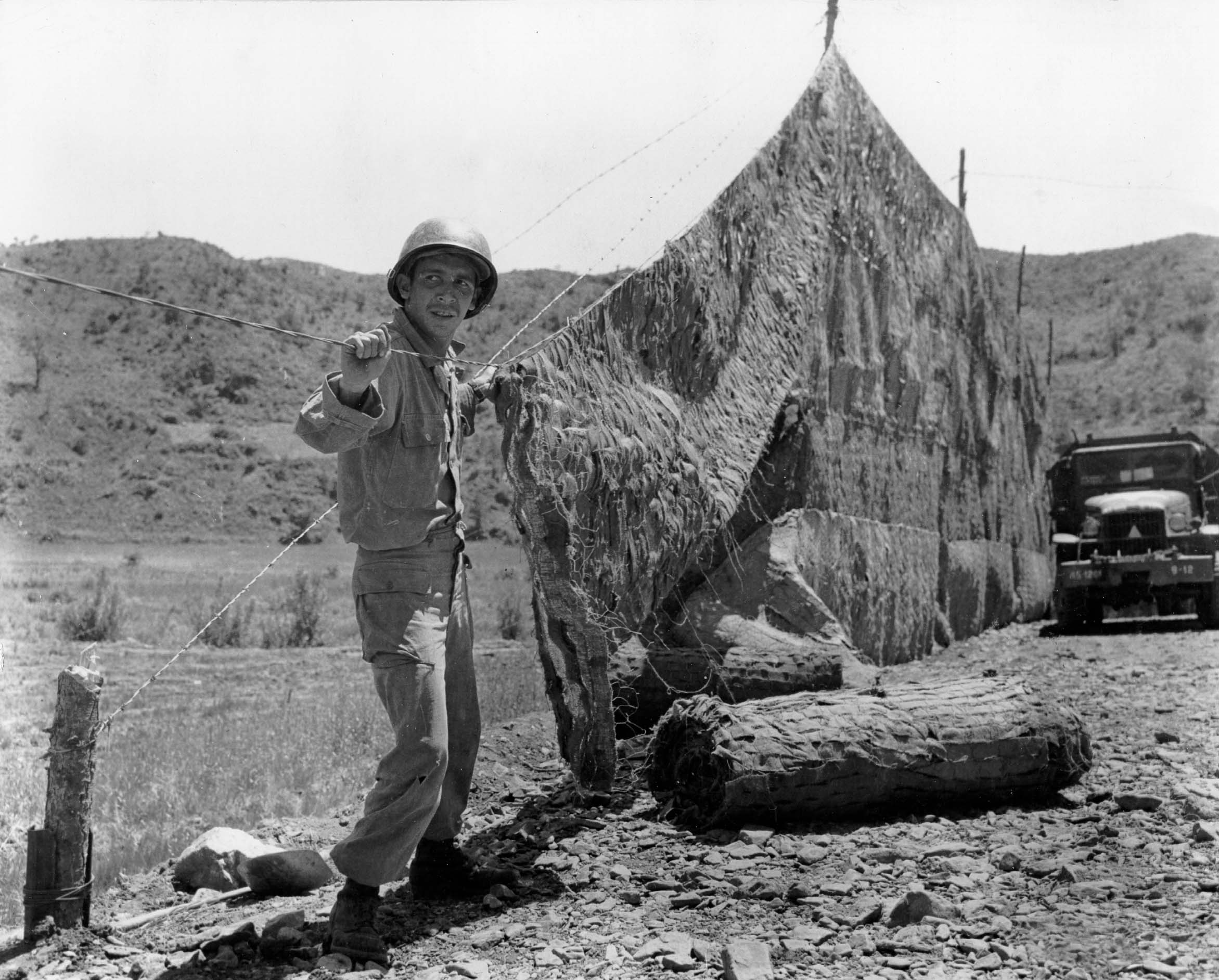
Un soldat del 120è Batalló d'Enginyers de la 45a Divisió d'Infanteria instal·lant una xarxa de camuflatge prop de les línies del front a Corea el 1952

L'1 de setembre de 1950, la 45a Divisió d'Infanteria va ser activada com la primera divisió de la Guàrdia Nacional que es va desplegar al teatre de l'Extrem Orient des de la Segona Guerra Mundial No obstant això, no es va desplegar a Corea fins al desembre de 1951, quan es va completar el seu entrenament avançat.
Quan va arribar a Corea, només la meitat del membres de la divisió eren tropes de la Guàrdia Nacional. Tot i que la 45a va romandre de facto segregada com una unitat totalment blanca el 1950, els comandants d'unitat individuals van fer tot el possible per integrar reforços de diferents àrees i ètnies a les seves unitats. El 1952, estava totalment integrada. Després de la seva arribada, la divisió es va traslladar a la primera línia per reemplaçar la 1a Divisió de cavalleria, que llavors va ser delegada a la reserva de l'Extrem Orient, després d'haver patit més de 16.000 baixes en menys de 18 mesos de combat.
A més, en un esforç per reduir la càrrega de la Guàrdia Nacional, el termini de servei dels guàrdies nacionals a Corea es va establir inicialment en 21, i més tard en 24 mesos; més de 4.500 guàrdies van marxar entre maig i juliol de 1952, substituïts contínuament per més tropes en servei actiu i reclutats, incloent un nombre creixent d'afroamericans Encara que la divisió ja no era una unitat "Tot-Oklahoma", els líders van optar per mantenir la seva designació com la 45a Divisió d'Infanteria.
Quan la divisió estava al seu lloc, les línies de batalla d'ambdós bàndols s'havien solidificat en gran manera, deixant la 45a divisió d'infanteria en una posició estacionària mentre realitzava atacs i contraatacs pel mateix terreny. La divisió va ser posada sota el comandament del I Cos del Vuitè Exèrcit durant la major part del conflicte. Va ser desplegada al voltant de Chorwon i assignada a protegir les rutes clau des d'aquesta zona cap a Seül. El terreny era difícil i el temps era dolent a la regió. La divisió va patir la seva primera baixa l'11 de desembre de 1951.
Inicialment, la divisió no va sortir bé, tot i que va millorar ràpidament. Els seus actius antiaeris i blindats van ser utilitzats com a artilleria mòbil, que va colpejar contínuament les posicions xineses. El 45, al seu torn, estava sota constant atac d'artilleria i morter. També va dur a terme patrulles constants de petites unitats al llarg de la frontera buscant enfrontar-se a llocs avançats o patrulles xineses. Aquestes accions de petites unitats van constituir la majoria del combat de la divisió a Corea. Les tropes xineses estaven ben enterrades i millor entrenades que les tropes de la 45a sense experiència, i va patir baixes i sovint va haver de desenganxar-se quan era atacada.
En els primers mesos de la divisió en línia, les forces xineses van dur a terme tres incursions al seu sector. Com a represàlia, el 245è Batalló de Tancs va enviar nou tancs per atacar Agok. Dues companyies de forces xineses van emboscar i van devastar una patrulla de la 179a Infanteria poc temps després. A la primavera, la divisió va llançar l'Operació Counter, que era un esforç per establir 11 bases de patrulla al voltant d'Old Baldy Hill. Aleshores, la divisió va defensar el turó contra una sèrie d'assalts xinesos del 38è Exèrcit xinès.

#### Combats finals i fi de la guerra

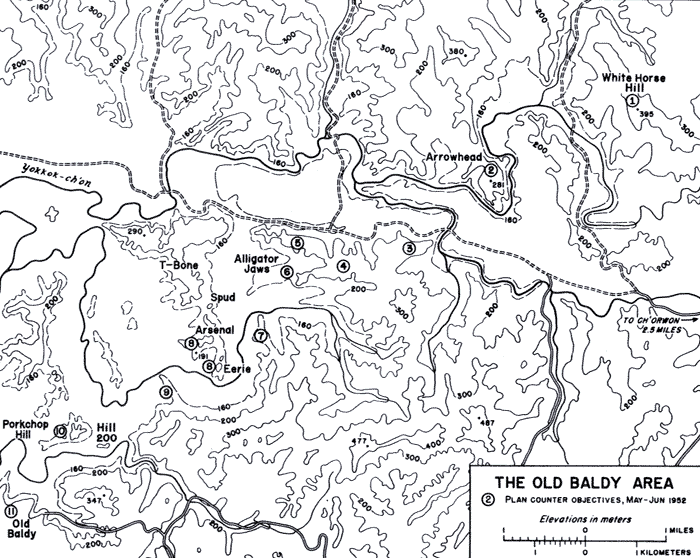
Mapa de la zona que envolta l'Old Baldy Hill, que la divisió va defensar durant gran part de la seva gira per Corea.

La 45a Divisió d'Infanteria, juntament amb la 7a Divisió d'Infanteria, van lluitar contra els atacs xinesos repetits al llarg de la línia del front al llarg de 1952, i les forces xineses van atacar amb freqüència Old Baldy Hill a la tardor d'aquell any. Per aquella època, la 45a Divisió d'Infanteria va cedir el comandament d'Old Baldy Hill a la 2a Divisió d'Infanteria. Gairebé immediatament els xinesos van llançar un atac concentrat al turó, envaint les forces nord-americanes. Les fortes tempestes van impedir que les divisions reprenguessin el turó durant al voltant d'un mes, i quan finalment va ser recuperat, es va fortificar diligentment per evitar nous atacs. El 245è Batalló de Tancs va ser enviat a assaltar posicions xineses durant finals de 1952, però la majoria de la divisió va mantenir una línia defensiva estacionària contra els xinesos.
A principis de 1953, les forces nord-coreanes van llançar un atac a gran escala contra el turó 812, que llavors estava sota el control de la Companyia K, 3r Batalló, 179è Infanteria. La següent batalla del turó Eerie va ser un d'una sèrie d'atacs més grans de les forces xineses i nord-coreanes que van produir combats més intensos que l'any anterior. Aquestes ofensives es van dur a terme en gran part per tal d'assegurar una millor posició durant les negociacions de treva en curs. Les forces xineses van continuar realitzant atacs concentrats a les línies de les forces de l'ONU, inclosa la 45a Divisió d'Infanteria, però la divisió va aconseguir mantenir la major part del seu terreny, romanent estacionària fins al final de la guerra a l'estiu de 1953.
Durant la Guerra de Corea, la 45a Divisió d'Infanteria va patir 4.004 baixes, que constaven de 834 morts en acció i 3.170 ferits en acció. La divisió va rebre quatre corbates de campanya i una citació d'unitat presidencial. Un soldat de la divisió, Charles George, va rebre la Medalla d'Honor mentre servia a Corea.

### Després de Corea

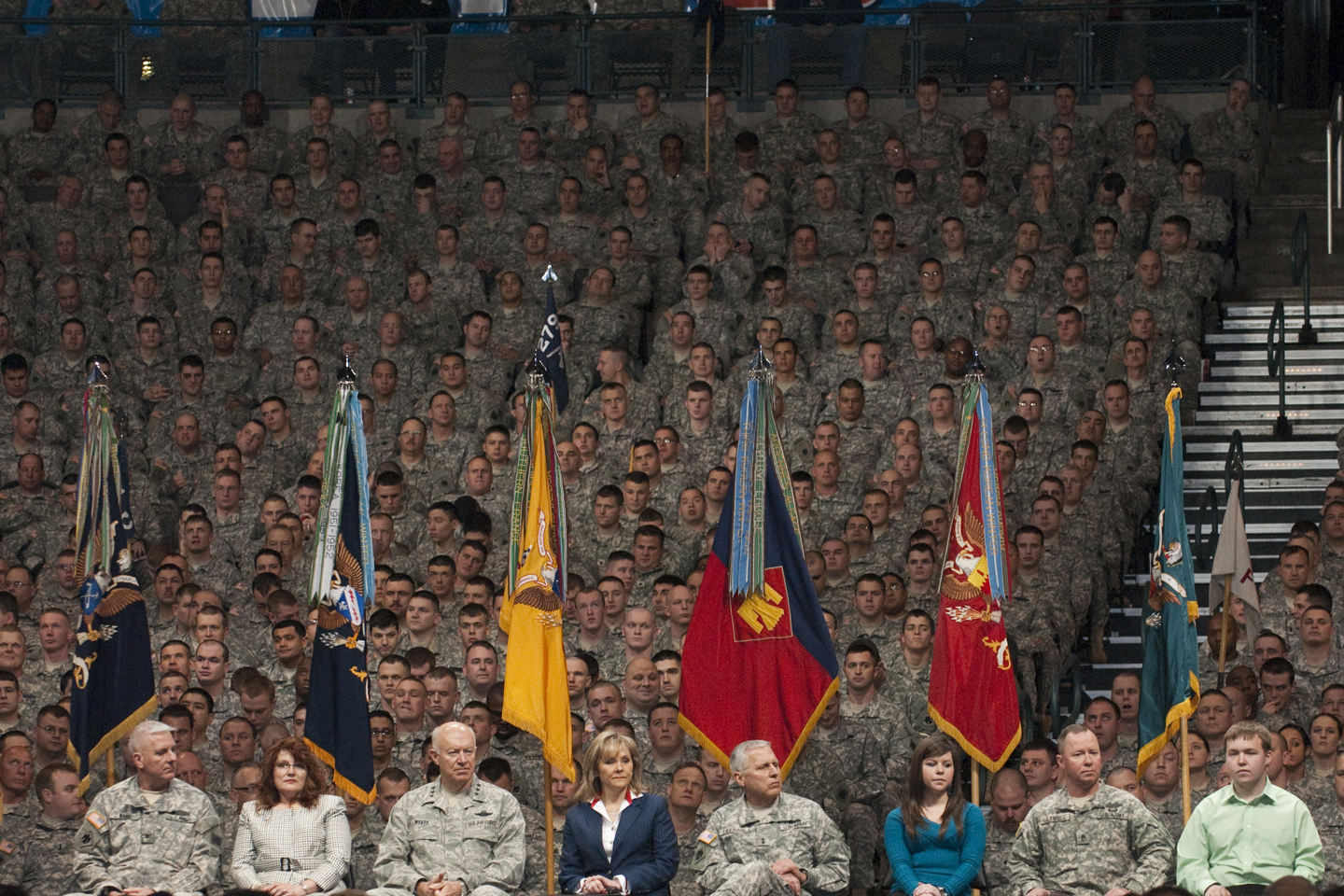
ls soldats de l'Equip de Combat de la 45a Brigada d'Infanteria, l'organització successora de la 45a Divisió d'Infanteria, celebren una cerimònia abans del desplegament a l'Operació Llibertat Duradora el febrer de 2011.

La divisió va patrullar breument la Zona Desmilitaritzada de Corea després de la signatura de l'armistici que va posar fi a la guerra, però la majoria dels seus homes van tornar a casa i van tornar a l'estatus de Guàrdia Nacional el 30 d'abril de 1954. Els seus estendarts van ser retornats a Oklahoma el 25 de setembre d'aquell any, finalitzant formalment la presència de la divisió a Corea.
La divisió va romandre com a unitat de la Guàrdia Nacional d'Oklahoma i no va participar en cap acció important durant la resta de la dècada de 1950, excepte exercicis d'entrenament regulars de cap de setmana i d'estiu. L'any 1963, la formació es va reorganitzar d'acord amb el pla de reorganització objectiva de les divisions de l'exèrcit, que va suposar l'establiment d'una 1a, 2a i 3a Brigada dins de la divisió. Aquestes brigades no veurien desplegaments ni esdeveniments importants i es van inactivar cinc anys més tard, el 1968. Aquell mateix any, a causa de la percebuda manca de necessitat de tantes formacions grans a la Guàrdia Nacional de l'Exèrcit, la 45a Divisió d'Infanteria va ser inactivada, com a part d'un moviment més gran per reduir el nombre de divisions de la Guàrdia Nacional de l'Exèrcit de quinze a vuit, alhora que augmentava el nombre de brigades separades de set a divuit. En el seu lloc, es va establir la 45a Brigada d'Infanteria independent (Separada). La 45a Brigada d'Infanteria va rebre tot el llinatge i l'heràldica de la 45a Divisió, inclosa la seva insígnia de màniga d'espatlla. També es van activar des dels actius de la divisió el 45è Grup d'Artilleria de Camp, més tard redesignat com la 45a Brigada de Bombers, i el 90è Comandament de tropes.

## Palmarès
La 45a Divisió d'Infanteria va rebre vuit corbates de campanya i un premi d'unitat estrangera a la Segona Guerra Mundial i quatre corbates de campanya i un premi d'unitat estrangera a la Guerra de Corea, per a un total de dotze corbates de campanya i dues condecoracions d'unitat estrangera en la seva història operativa.
| Corbata                                                                                                 | Conflicte                                                    | Inscripción                               | Anys    |
| --- | ------------------------------------------------------------ | ----------------------------------------- | ------- |
| A red ribbon with four vertical dark green stripes in the center.                                       | Creu de Guerra francesa Segona Guerra Mundial (amb palma)    | Brodat "Acquafondata"                     | 1944    |
| | Corbata de la Campanya Europea, Africana i de l'Orient Mitjà | Sicília (amb la insígnia punta de fletxa) | 1943    |
| Nàpols - Foggia (amb punta de fletxa)                                                                   | Corbata de la Campanya Europea, Africana i de l'Orient Mitjà | 1943                                      |         |
| Anzio (amb punta de fletxa)                                                                             | Corbata de la Campanya Europea, Africana i de l'Orient Mitjà | 1943                                      |         |
| Anzio (amb punta de fletxa)                                                                             | Corbata de la Campanya Europea, Africana i de l'Orient Mitjà | 1944                                      |         |
| Sud de França (amb punta de fletxa)                                                                     | Corbata de la Campanya Europea, Africana i de l'Orient Mitjà | 1944                                      |         |
| Renània                                                                                                 | Corbata de la Campanya Europea, Africana i de l'Orient Mitjà | 1944–45                                   |         |
| Europa central                                                                                          | Corbata de la Campanya Europea, Africana i de l'Orient Mitjà | 1945                                      |         |
| A white ribbon with vertical green and red stripes on its edges and a red and blue circle in the middle | Citació d'unitat presidencial de la República de Corea       | Per servei a Corea                        | 1952–53 |
| | Corbata de Campanya del Servei a Corea                       | Segon hivern coreà                        | 1951–52 |
| Corea, estiu-tardor de 1952                                                                             | Corbata de Campanya del Servei a Corea                       | 1952                                      |         |
| Tercer hivern coreà                                                                                     | Corbata de Campanya del Servei a Corea                       | 1952–53                                   |         |
| Tercer hivern coreà                                                                                     | Corbata de Campanya del Servei a Corea                       | 1953                                      |         |

## Museu
El Museu de la 45a Divisió d'Infanteria, situat a la ciutat d'Oklahoma, és el museu d'història militar més gran del país que representa la història militar d'Oklahoma i la 45a Divisió d'Infanteria. Amb exposicions des de 1941 fins a Desert Storm, el museu inclou la tercera col·lecció més gran del país d'armes de foc històriques de l'exèrcit nord-americà i la col·lecció més gran del món d'articles que van ser propietat d'Adolf Hitler. També inclou una col·lecció substancial de dibuixos animats del dibuixant de la Segona Guerra Mundial Bill Mauldin, que va servir-hi durant la guerra.

## Comandants generals
| MG | Baird H. Markham (Oklahoma)       | 15 de febrer de 1923   | 6 d'abril de 1931      |
| MG | Roy V. Hoffman (Oklahoma)         | 13 de juny de 1931     | 13 de juny de 1933     |
| MG | Alexander M. Tuthill (Arizona)    | 14 de juny de 1933     | 21 d'octubre de 1935   |
| MG | Charles E. McPherren (Oklahoma)   | 25 de novembre de 1935 | 29 de juliol de 1936   |
| MG | William S. Key (Oklahoma)         | 29 de juliol de 1936   | 13 d'octubre de 1942   |
| MG | Troy H. Middleton (R.A.)          | 14 d'octubre de 1942   | 21 de novembre de 1943 |
| MG | William W. Eagles (R.A.)          | 22 de novembre de 1943 | 2 de desembre de 1944  |
| MG | Robert T. Frederick (R.A.)        | 3 de desembre de 1944  | 20 de setembre de 1945 |
| BG | Paul D. Adams (R.A.)              | 21 de setembre de 1945 | 25 d'octubre de 1945   |
| BG | Henry J.D. Meyer                  | 26 d'octubre de 1945   | 7 de desembre de 1945  |
| MG | James C. Styron (Oklahoma)        | 5 de setembre de 1946  | 20 de maig de 1952     |
| MG | David L. Ruffner (R.A.)           | 21 de maig de 1952     | 15 de març de 1953     |
| MG | Philip De Witt Ginder (R.A.)      | 16 de març de 1953     | 30 de novembre de 1953 |
| MG | Paul D. Harkins (R.A.)            | 1 de desembre de 1953  | 15 de març de 1954     |
| BG | Harvey H. Fischer (R.A.)          | 18 de març de 1954     | 27 d'abril de 1954     |
| MG | Hal L. Muldrow, Jr (Oklahoma)     | 10 de setembre de 1952 | 31 d'agost de 1960     |
| MG | Frederick A. Daugherty (Oklahoma) | 1 de setembre de 1960  | 20 de novembre de 1964 |
| MG | Jasper N. Baker (Oklahoma)        | 21 de novembre de 1964 | 31 de gener de 1968    |

Nota: La similitud de les dates de comandament per al general Muldrow i els comandants que comencen amb el general Ruffner es deu al fet que la 45a Divisió d'Infanteria es va mantenir al servei federal com a unitat durant la Guerra de Corea mentre es va autoritzar una unitat duplicada, la 45a Divisió d'Infanteria (NGUS). per ser activat a Oklahoma durant la seva absència.